# São João Nepomuceno
São João Nepomuceno est une ville brésilienne du sud-est de l'État du Minas Gerais.

## Géographie
São João Nepomuceno se situe par une latitude de 21° 32' 24" sud et par une longitude de 43° 00' 39" ouest, à une altitude de 346 mètres.
Sa population était de 25 062 habitants au recensement de 2010. La municipalité s'étend sur 408 km2.
Elle fait partie de la microrégion de Juiz de Fora, dans la mésorégion de la zone de la Mata.